# Parafia św. Józefa Rzemieślnika w Popówku
Parafia Świętego Józefa Rzemieślnika w Popówku – parafia rzymskokatolicka, znajdująca się w archidiecezji poznańskiej, w dekanacie szamotulskim. 